# Le Gua, Isère
Le Gua är en kommun i departementet Isère i regionen Auvergne-Rhône-Alpes i sydöstra Frankrike. Kommunen ligger i kantonen Vif som tillhör arrondissementet Grenoble. År 2022 hade Le Gua 1 883 invånare.

## Befolkningsutveckling
Antalet invånare i kommunen Le Gua
Referens:INSEE